# Раманаускас, Пранас
Пранас Раманаускас (лит. Pranciškus (Pranas) Ramanauskas, 21 ноября 1893 года, местечко Бетигало, Российская империя — 15 октября 1959 года, Тельшяй, Литовская ССР, СССР) — епископ Римско-католической церкви.

## Биография
11 января 1917 года рукоположён в священники.
Окончил Каунасскую духовную семинарию, получил степень доктора богословия в Григорианском университете в Риме. С 1932 года — профессор догматического богословия и инспектор Тельшяйской духовной семинарии, позднее был её ректором. Занимал высокие посты в Тельшяйской епархии Римско-католической церкви: был судьёй, редактором богословских изданий. Являлся почётным каноником и прелатом. 9 апреля 1944 года возведён в сан епископа.
В 1946 году арестован советскими властями, приговорён к 10 годам лишения свободы. Отбывал наказание в Сиблаге (Мариинские лагеря), затем в Воркуте, а с 1949 года — в Минлаге (город Инта, Коми АССР). В лагере работал ассенизатором. В 1955 году был освобождён из лагерного отделения в Абези. Ему было разрешено вернуться в Литву, но запрещено управлять епархией.

## Награды
- Большой командорский крест ордена Креста Витиса (7 июня 2006 года, посмертно)[1]